# 포츠담 바벨스베르크역
포츠담 바벨스베르크역(Bahnhof Potsdam-Babelsberg)은 포츠담 바벨스베르크에 있는 반제선의 철도역이다. 드레비츠에 위치한 포츠담 메디엔슈타트 바벨스베르크역과는 서로 다른 역이다.
고가 섬식 승강장이 설치되어 있으며 길이는 159 m이다. S반 노선은 단선이기 때문에 이 역에서 교행이 이루어진다. 열차선은 역 남쪽으로 통과한다. 승강장의 양쪽 끝을 통해서 출구와 이어진다. 포츠담의 건축유산으로 지정되어 있다.

## 역사
1862년에 베를린-마그데부르크선상에 있는 프로이센 왕국의 왕실열차 전용역인 노이엔도르프(Neuendorf)역으로 개업했다. 이 임시역은 현재 역사의 서쪽에 위치해 있었다. 1866년/1868년부터 일반열차도 정차하기 시작했고, 처음에는 단선 승강장으로 시작하여 이후에 복선 상대식 승강장으로 증축되었다. 1888년에 반제선이 노이바벨스베르크역(현재의 그리브니츠제역)에서 포츠담으로 연장되면서 일대의 선로가 복복선화되었다. 이때 구 역사가 폐쇄되고 반제선상의 현재의 위치로 이전했다. 1890년 5월 1일부터 일대의 택지 이름을 따서 노이엔도르프노바베스(Neuendorf-Nowawes)역으로 개칭되었고, 1908년 3월 1일부터는 노바베스(Nowawes)역으로 개칭되었다. 노바베스라는 이름은 새로운 마을이라는 뜻의 체코어이며, 독일어 노이엔도르프와 같은 의미이다. 1911년부터 1914년까지 선로가 고가화되어 현재의 역사가 건설되었다.
1928년 6월 11일부터 S반 전동차 운행이 시작되었다. 초기에는 베를린-블랑켄하임선의 근교선을 경유하여 베를린 도심선으로 전동차가 운행했다. 8년 후인 1938년 4월 1일에는 국가사회주의의 영향을 받아서 현재의 명칭인 바벨스베르크로 개칭되었으며 그 다음 해에는 포츠담에 편입되었다.
제2차 세계대전 종전 후 동서독 국경이 들어서면서 1951년 2월에는 역이 폐쇄된 적이 있었다. 1961년 8월 13일 베를린 장벽이 건설되면서 포츠담에서 서베를린 방면 열차 운행이 중단되었다. 10월 9일까지는 포츠담 슈타트역, 바벨스베르크역, 그리브니츠제역을 잇는 셔틀 전동차가 운행했고 그 후에는 디젤 동차로 대체되었다. 디젤 동차 운행을 위해서 장거리선과 S반선에 연결선이 추가되었고, 그리브니츠제역, 바벨스베르크역, 포츠담 슈타트역, 포츠담 서역(현재의 포츠담 샤를로텐호프역), 포츠담 중앙역(현재의 포츠담 피르슈하이데역) 구간을 운행했다. 그 해 10월 29일부터는 그리브니츠제역을 국경역으로만 사용하기로 결정하면서 디젤 동차 운행도 바벨스베르크까지로 단축되었다.
1990년 1월 22일부터 바벨스베르크역 종착 디젤 동차가 그리브니츠제역과 베를린 반제역을 운행하기 시작했다. 1992년 4월 1일부터 S반 운행이 재개되었다. 1996년에는 역 개보수공사가 진행되었다.
2016년에는 승강장, 선로, 분기기 개선 공사가 진행되었다. 약 100년간 유지되었던 철도 옹벽도 철제 앵커로 보강되었다.

## 인접 철도역
| 베를린 S반         | 베를린 S반 | 베를린 S반                   |
| ------------------ | ---------- | ---------------------------- |
| 포츠담 중앙역 방면 | S7         | 그리브니츠제 아렌스펠데 방면 |